# Anton Heinrich Friedrich von Stadion

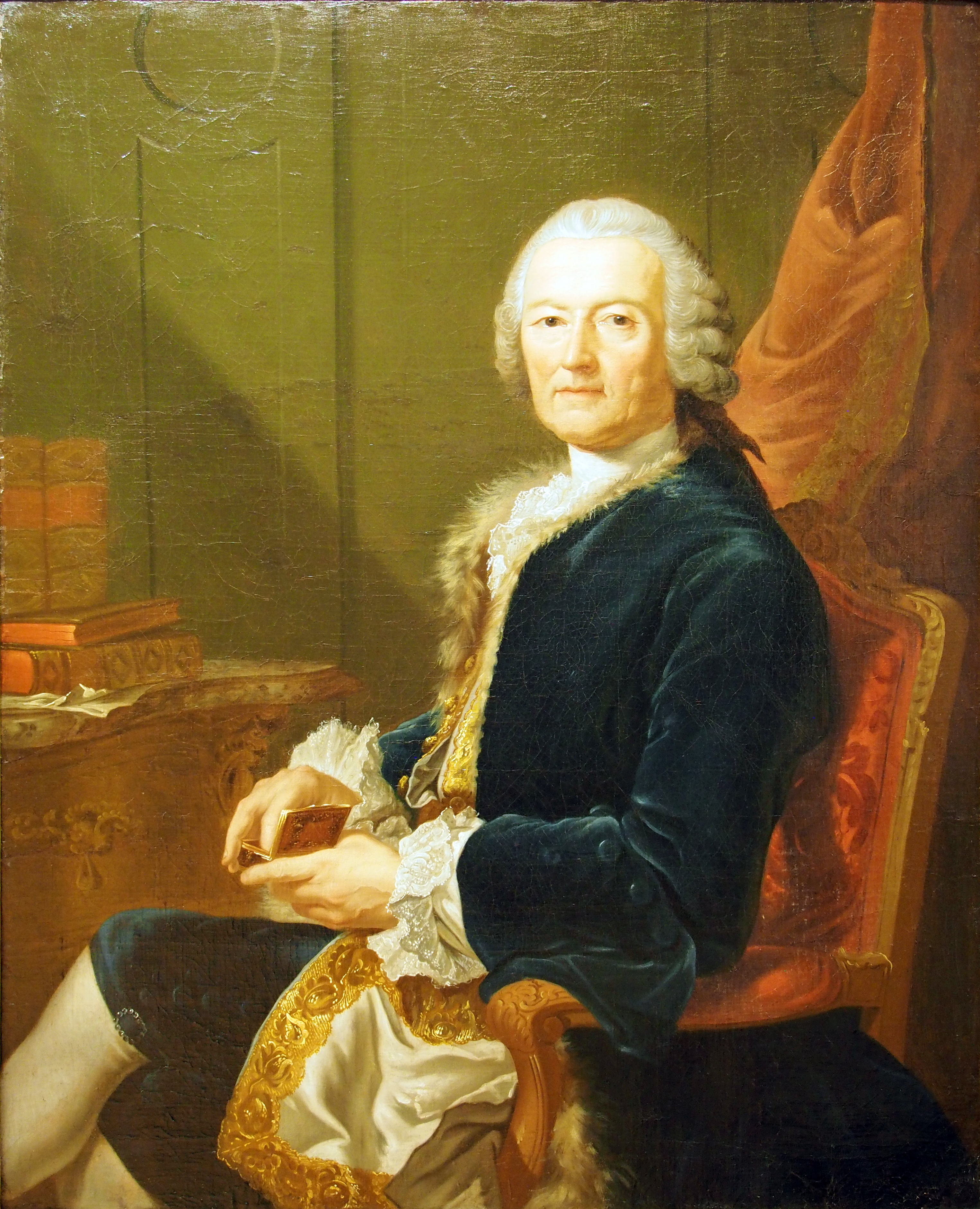
Anton Heinrich Friedrich Graf von Stadion zu Thann und Warthausen, Porträt von Johann Heinrich Tischbein dem Älteren (um 1752)

Anton Heinrich Friedrich Graf von Stadion (* 5. April 1691 in Würzburg; † 26. Oktober 1768 in Warthausen) war Großhofmeister am kurfürstlichen Hof zu Mainz unter dem mit ihm verwandten Kurfürst Johann Friedrich Karl von Ostein. Stadion gilt als Wegbereiter der Aufklärung in Kurmainz und war durch sein hohes Amt für zahlreiche Reformen im kurfürstlichen Mainz verantwortlich.

## Familie und Jugend
Er entstammte dem Adelsgeschlecht von Stadion, Linie Stadion-Warthausen und war der Sohn von Johann Philipp von Stadion (1652–1741), ab 1711 Reichsgraf von Stadion, und dessen zweiten Ehefrau Maria Anna von Schönborn (1669–1703) aus dem Geschlecht von Schönborn. Bereits sein Vater hatte ab 1709 den Posten als Großhofmeister unter Kurfürst Lothar Franz von Schönborn inne. Weitere Verwandte von ihm waren ebenfalls in kurfürstlichen Diensten in Mainz in hohen Ämtern tätig (so z. B. Christoph Rudolf von Stadion) oder besetzten hohe kirchliche Ämter wie z. B. das des Fürstbischofs von Bamberg. Er heiratete am 27. Juni 1724 in Ebnet (Freiburg) Maria Anna Auguste Antonia Euphemia Euphrosina von Sickingen (1706–1774), mit der er drei Töchter, darunter Maria Maximiliana von Stadion und zwei Söhne hatte; dazu adoptierte er den späteren Kanzler Georg Michael Frank von La Roche.
Anton Heinrich Friedrich von Stadion studierte an der Mainzer Universität Jura und Kameralwissenschaften. Auf einer seiner Kavalierstouren begegnete er Voltaire, der großen Eindruck auf ihn machte. Er machte sich Voltaires Einstellung zu eigen, so „dessen Ansichten über Jesuiten und Religion“ und „noch ferner den Verkehr mit dem Bahnbrecher aller Negation des Religiösen“. Sein Vater trat 1737 von all seinen Ämtern am kurfürstlichen Hof zu Mainz zurück (er starb vier Jahre später) und machte damit den Weg für seinen Sohn als Nachfolger frei. Im gleichen Jahr ersteigerte er den Rollingschen Hof, der später in Stadioner Hof umbenannt wurde.

## Ämter am kurfürstlichen Hof
Anton Heinrich Friedrich von Stadion diente drei verschiedenen Kurfürsten: Zuerst Philipp Karl von Eltz-Kempenich, dann Johann Friedrich Karl von Ostein und in den letzten Jahren seiner Tätigkeit am kurfürstlichen Hof auch noch Emmerich Joseph von Breidbach zu Bürresheim. Vor allem unter Kurfürst Johann Friedrich Karl von Ostein übernahm er nach und nach alle Ämter die bereits sein Vater innehatte: Geheimer Rat, Hofmarschall, Oberamtmann in Bischofsheim an der Tauber. Schließlich war er als Großhofmeister oberster Staats- und Hofminister von Kurmainz.

## Reformen im Geiste der Aufklärung
Stadion war als Großhofmeister direkt für verschiedene Reformprojekte verantwortlich. Er führte im Kurstaat das allgemeine Landrecht ein und modernisierte das Gerichtswesen. Eine dazu unter anderem mit dem späteren Kurfürsten Emmerich Joseph von Breidbach zu Bürresheim (als Mitglied des Hofrats) erarbeitete Gesetzgebung trat am 1. Januar 1756 in Kraft. Auf seine Veranlassung hin wurden zwischen 1747 und 1750 verschiedene Anordnungen zur Förderung des Handels und des Verkehrs erlassen die 1752 zusammenfassend in der „Sammlung deren in Policen u. Commercien-Sachen erlassenen Churf.-Mainzischen Verordnungen“ schriftlich niedergelegt wurden.
So wurden per Verordnung vom 22. Dezember 1747 zwei 14-tägige Handelsmessen in Mainz eingeführt, die ab 1748 alljährlich stattfanden. Ebenso wurden Regelungen zum Messcredit und zu Zahlungsterminen erlassen. Stadion sorgte für die Errichtung eines großen Warenlagers am Rhein und intensivierte den für Mainz sehr wichtigen Weinhandel durch die Einführung eines neuen Weinmarkts. Ebenfalls 1747 beschlossen traten Verordnungen in Kraft, die zur Bildung einer Vertretung des Handelsstandes unter der Leitung des Vizedomamtes führten. Dieses Gremium gilt als Vorläufer der später von dem französischen Präfekten Jeanbon St. André gegründeten Chambre de Commerce. Das Gremium hatte die Aufgabe, über alle Angelegenheiten zu beraten, „was zur Aufnahme der Gewerbe und Kauffmannschaft dahier gereichen, und Schaden und Abgang zu verhindern mag“. Gleichzeitig wurde das Schifffahrtswesen neu geregelt – der Rhein war nach wie vor die wichtigste Handelsstraße für Mainz. Stadions Reformen umfassten aber auch Neuregelungen in Bereichen wie dem Pfandhauswesen, dem Löschwesen oder der Bettelei im Kurstaat.
Diese Maßnahmen erwiesen sich als sehr wirksam und blieben bis zum Ende des Kurstaates in Kraft.